# 妹妹們
妹妹們，通稱御坂妹妹（日語：御坂妹, ミサカ妹），是《魔法禁書目錄》系列中御坂美琴的複製人，同時也在《科學超電磁砲》、《科學一方通行》、《日常茵帝克絲》等外傳作品中登場。
起初因量产Level 5超能力者的试验而誕生，但由于生成个体不及本体能力的百分之一而被终止；后经过树状图设计者计算后，计划重启以用于Level 6进化实验。后由于上条当麻击败一方通行使進化實驗中止之後，為了因應複製人細胞生長分裂過快而壽命不長的自身特性，妹妹們被分散到世界各地去接受對應的治療；留在學園都市的妹妹們不到十人，并且作为人工天界的演算平台而存在。

## 通性
妹妹們普通個體從00001號到20000號共有20000名，单个造价18萬日幣，00001號至10031號都因為一方通行的進化實驗而死亡。妹妹們的武器為F2000R衝鋒槍。所有妹妹的腦波彼此連線，構成「御坂網路」（ミサカネットワーク），並且共享一份記憶，性格上為「美琴的人格加上電波系大小姐的氣質」。因為記憶共享的關係，全員對當麻都十分在意，貌似喜欢他，甚至为此内部大打出手。
妹妹們的能力是等級二至三的電擊能力「缺陷電力（Radio Noise）」，她們以「御坂」为第一人称，表情變化少，將情感隨著發言一同說出口。她們與美琴一樣缺乏耐性，會用平穩的口氣講出粗暴內容的話。她們也跟美琴一樣非常喜歡貓，卻因為身體會釋放微弱電力而被小動物惧怕。
妹妹們的外表與美琴一模一樣，能力卻遠不如本尊（能力名稱「缺陷電力」的由來），即便是兩萬個妹妹加起來也比不上。她們的肉眼無法觀測到電磁波的存在，因此常配戴著特製的軍用目視鏡，平常的穿著跟美琴一樣是常盤台中學的制服，加上外貌體型也一樣（也有部分妹妹們特意去減肥）。所以，一旦拿下目視鏡的話，尚無口頭互動在先的時候，幾乎就只能通過「檢查裙底下是否穿四角安全褲」來分辨對方是不是美琴本尊。
根据小说中的描述，妹妹們会把目光均匀发散到自己能够看到的每个物体上，这就是为什么妹妹們的瞳孔看起来与美琴有些许的差别。此差別在《魔法禁書目錄》动画第一、二部中是以放大的瞳孔具體化，但在《科學超電磁砲》动画第二、三部中则为瞳孔有咖啡色反光，而在《科学一方通行》动画则与《魔法禁書目錄》类似但瞳色为灰蓝色。
由於現在實驗已經終止了，所有妹妹們也開始過安穩和平的生活，但因入世未深而對很多事缺乏常識。

## 已出現的「妹妹們」
以下為「妹妹們」已知的各個個體的解說，1~10031個體全數都在實驗下死亡，10032~20000總計9969個體存活（此指「絕對能力進化計劃」所投入的數量）。
没特殊说明，「妹妹們」的配音均为佐佐木望。
1號
第一個進行實驗的妹妹，「超電磁炮」動畫原創于一方通行的回忆中出场。当时一方通行尚不知晓实验需要杀死妹妹，而只将她打倒于地；1号随后以枪射击一方通行，遭反射而被子弹击毙。
8912号
第一个进行户外接触测试的妹妹，由布束砥信负责调校，在户外接触和对世界观的认知中，令布束意识到妹妹们不再是测试小白鼠般的存在，有意为拯救她们而行动。
9982號
御坂美琴遇到的第一個「妹妹」，並與美琴一同度過有如真正姊妹般的下午，並讓美琴非常驚訝於妹妹表現出來的「人性」與「大腦短路程度」。其後於當晚的實驗中握著美琴送的蛙太徽章被一方通行以火車廂壓斃，並讓親眼目睹慘狀的美琴失控攻擊一方通行。
10031號
是上条当麻遇見的第一個「妹妹」。8月21日，在趕赴實驗的過程中因自認為「對姐姐來說御坂是個想予以否定掉的存在」而感到自卑。在傍晚進行的第10031次實驗中先後使用F2000R的槍械和電擊攻擊無效後首次意識到一方通行的能力是「反射」，隨即被一方通行使其血液倒流而被殺死。而當時美琴在侵入的某實驗設施中也親眼目睹了該實驗的影片直播。在新約9中得知上條對於不能拯救到10031號感到非常後悔。
10032號
本作科學側女主角之一。又被稱「御坂妹」。
在「實驗」中因10031的大發現而試使用分解氧氣變成臭氧使一方通行陷入窒息的戰術，但很快被一方通行破解。。因得上條當麻解救，成為第一名從實驗中存活下來的御坂妹，同時是最常接觸到上条當麻和御坂美琴的妹妹。曾將撿到的黑貓命名為「狗」（隨便想到的名字）及德川家康（經思考後的莊重名字）和薛丁格（開玩笑的名字）經當麻駁回後暫時命名為「保留」。在小說第八集中得知，黑貓現在是和御坂妹妹一起住在醫院裡，不過就被放在寵物專用籠中（籠子經過特別設計，動物毛屑及細菌絕不外漏）。
感性上與美琴一樣喜歡呱呱太和可愛的小東西，看到呱呱太的吊飾時目光就會被吸引過去。因為沒有灌輸羞恥觀念，內褲被看光光、當街被脫裙子、甚至全裸被看到也毫不在乎。能夠面不改色地連番逼問、說出或做出和當前表情非常不搭的暴力行徑，據說是受到御坂美琴的身教。
在實驗過程中被上条當麻所救，視當麻為救命恩人而喜歡著他，並因她牽線讓御坂網路內的所有妹妹們了解當麻所說的「妳們每一個都是世界上獨一無二的存在」，因此疑似導致所有的妹妹們都對當麻抱有好感。小說第十二集中被最後之作惡作劇奪走軍用目視鏡，為了方便辨認，當麻送她一條愛心形狀的銀項鍊，後面她遇到姊姊美琴不肯坦率承認對當麻的關係時，主動摟住當麻的手並宣示「要和姊姊走不一樣的路」，甚至拿起剛得到的項鍊示威。
小說SS篇的十月、第二個星期五，與另外八名妹妹被侵入學園都市的魔法師歐雷爾斯擊倒。
在漫畫版中，在大霸星祭期間取代本尊參加競賽並取得不錯的成績，但因過程中遭暗部注入病毒時分神而落敗；後更被木原幻生作為橋樑，以外裝代腦操縱御坂網路並強制美琴進入失控狀態，藉此進行Level 6覺醒實驗。
「夏季限定企劃」的作品大總投票角色排名第三位。网站netlab调查队举行的2021年的《某科学超电磁炮》热门角色排行调查前30名中，御坂妹获得第10名。
10046號
《科學一方通行》中登場。为了保护受袭击的平民而被DA组织掳走绑架，之后从中抽取御坂网络中前10031名御坂妹妹的死亡记忆。喜歡一方通行。
10777號
駐紮於俄罗斯的妹妹。于小說二十一集與搭超音速飛機趕到俄罗斯的美琴相遇。
很羨慕都市學院組的妹妹們和姊姊（妹妹們共同對美琴稱呼），因為接觸上条當麻的機會較多。尤其是從10032號收到當麻送的項鍊後，羨慕意味更深。
19090號
駐紮於學園都市的妹妹，在小說第十二集中，和10032號及13577以及10039一起出院。被布束砥信注入感情程序，由于最后之作在御坂网络内对该程序实行拦截，故该程序仅对其一人起效。由于受到感情程序影响，面部表情比其他妹妹丰富，也会为吸引异性（特指上条当麻）而偷偷减肥。

### 其他個體
| 檢體序號 | 出場時間 | 現所在地          |
| -------- | -------- | ----------------- |
| 10039號  | 第十二集 | 學園都市          |
| 10044號  | 第八集   | 學園都市          |
| 10050號  | SS2      | 瓜地馬拉‧薩卡帕   |
| 10090號  | SS2      | 菲律賓‧達沃       |
| 10501號  | SS2      | 奧地利‧薩爾茨堡   |
| 10774號  | 第八集   | 學園都市          |
| 10782號  | 新約二十 | 南極              |
| 10840號  | SS2      | 德國‧薩爾茨吉特   |
| 10854號  | 第八集   | 西班牙‧塞維利亞   |
| 13577號  | 第十二集 | 學園都市          |
| 14002號  | 第八集   | 學園都市          |
| 14458號  | 第八集   | 學園都市          |
| 18770號  | 第八集   | 德國‧什勒斯維希   |
| 18820號  | 第八集   | 學園都市          |
| 19002號  | 第八集   | 學園都市          |
| 19999號  | 第八集   | 俄羅斯‧新西伯利亞 |
| 20000號  | 第八集   | 俄羅斯‧新西伯利亞 |

### 原石回收篇的妹妹
17000號是駐紮於蘇格蘭加拉希尔斯的妹妹，在小說第SS2集中，參於了拯救原石及收集原石到學園都市的任務。
18022號是駐紮於瑞士洛桑的妹妹，在小說第SS2集中，參於了拯救原石及收集原石到學園都市的任務。
14333號是駐紮於墨西哥瓜達拉哈拉的妹妹，在小說第SS2集中，參於了拯救原石及收集原石到學園都市的任務。
15110號是駐紮於阿根廷德塞阿多縣的妹妹，在小說第SS2集中，參於了拯救原石及收集原石到學園都市的任務。
12053號是駐紮於印度艾哈邁德訥格爾縣的妹妹，在小說第SS2集中，參於了拯救原石及收集原石到學園都市的任務。
11899號是駐紮於委內瑞拉拉·巴拉瓜爾的妹妹，在小說第SS2集中，參於了拯救原石及收集原石到學園都市的任務。
16836號是駐紮於加拿大穆索尼的妹妹，在小說第SS2集中，參於了拯救原石及收集原石到學園都市的任務。
19900號是駐紮於南極洲的妹妹，在小說第SS2集中，參於了拯救原石及收集原石到學園都市的任務。
12083號是駐紮於泰國清邁的妹妹，在小說第SS2集中，參於了拯救原石及收集原石到學園都市的任務。
10855號是駐紮於波蘭什切青的妹妹，在小說第SS2集中，參於了拯救原石及收集原石到學園都市的任務。
17203號是駐紮於義大利法恩扎的妹妹，在小說第SS2集中，參於了拯救原石及收集原石到學園都市的任務。
19488號是駐紮於西班牙洛格羅尼奧的妹妹，在小說第SS2集中，參於了拯救原石及收集原石到學園都市的任務。
15327號是駐紮於韓國群山的妹妹，在小說第SS2集中，參於了拯救原石及收集原石到學園都市的任務。
13072號是駐紮於法國安格雷的妹妹，在小說第SS2集中，參於了拯救原石及收集原石到學園都市的任務。
17403號是駐紮於巴西庫達加斯的妹妹，在小說第SS2集中，參於了拯救原石及收集原石到學園都市的任務。
12481號是駐紮於斯洛文尼亞采列的妹妹，在小說第SS2集中，參於了拯救原石及收集原石到學園都市的任務。
18072號是駐紮於挪威卑爾根的妹妹，在小說第SS2集中，參於了拯救原石及收集原石到學園都市的任務。
19348號是駐紮於芬蘭羅凡尼米的妹妹，在小說第SS2集中，參於了拯救原石及收集原石到學園都市的任務。
17009號是駐紮於澳大利亞悉尼的妹妹，在小說第SS2集中，參於了拯救原石及收集原石到學園都市的任務。
15113號是駐紮於葡萄牙布拉干薩的妹妹，在小說第SS2集中，參於了拯救原石及收集原石到學園都市的任務。
14014號在小說第SS2集中，參於了拯救原石及收集原石到學園都市的任務，並疑問為何10032號會發出緊急報告。
18829號在小說第SS2集中，參於了拯救原石及收集原石到學園都市的任務，並提問10032號為何發出緊急報告及要求說明。

## 特殊个体

### 最後之作

左邊為一方通行，右邊為最後之作

最後之作/20001號（聲：日高里菜）
本作科學側女主角之一，同時也是《科學一方通行》的女主角。御坂網路的“控制塔”，是為了防止妹妹們反叛、失控而製作出來的，能对所有连接御坂網路的个体发出指令，於小說第五集首度登場。在御坂妹妹中的地位最高，檢體編號「20001」，外觀是10歲左右的小女孩，和本体小时候的模样一样。
人格資料設定上，脫逃時會下意識躲避身穿白色長褂（實驗衣）的研究員裝扮人士。在處處都有電磁紀錄的學園都市中，擁有能夠完全躲避追縱的生存本能。同樣是御坂的複製人，能力一樣是「缺陷電力」，不過在小說第十三集中提及被認定為等級三。
和妹妹們不同的是，具有豐富的表情，性格活跃。另外，以「御坂御坂」为第一人称（如「御坂御坂試着發牢騷道」）。
第一次登場只包著一條髒毛巾，現在則穿著藍色連身裙外套一件男用襯衫。
最後之作的身體調整尚未完成，原本不該離開培養器，但為了防止天井亞雄寫入病毒碼而逃離培養器流落街頭，正徬徨時遇見了一方通行。逃離前被植入病毒，一旦病毒啟動，將經由御坂網路命令全世界的妹妹們對人類進行無差別攻擊，最後被一方通行阻止。在小說第十三集，卻被木原數多再次植入病毒碼，目的是操控妹妹們為亞雷斯塔創造人工天界，在當時成功將學園都市變成無法使用任何魔法的另一個「界」。但對自身造成極大負擔，後被茵蒂克斯中斷病毒碼運作，但病毒碼並未消除；在小說第SS集中得知，病毒碼已經由冥土追魂完美地去除了。
魔禁小说第十九集時因人工天使「愛華斯」的召唤而生命垂危，直到魔禁小说第二十二集終於被一方通行解救。
魔禁小说第五集之後，最後之作所管理的御坂網路被用于彌補一方通行受損的計算能力。平時最後之作常和一方通行鬥嘴並對一方通行惡作劇。但在嚴肅場面時對一方通行抱持著絕對的信賴與親愛，並對一方通行表示獻身與理解。在以一方通行為主角的故事中是作為女主角的存在。
「最後之作」在故事中為一方通行對她常用的稱呼，但番外個體在提到她時則仍稱之為「最終信號」。

### 00000號
00000號（日語：00000号／フルチューニング，Full Tuning）是除了最後之作外，由天井亞雄所培育的特別個體，編號00000（可能是最初培育的第一個複製人），由於這名個體並未與御坂網路連結，所以目前所在地與現況不明。由于编号相仿，最初有爱好者推测0号和00000号是同一个人，但《魔法禁书目录》编辑荻野謙太郎在一个问答项目中声明了两者并非同一个人。

### 桃莉
桃莉（聲：小原好美）
美琴的复制体，称为「原型」，编号为0号。
外表年約與中學生相近，但言行卻如孩童般純真無邪。曾经和食蜂、警策在一起，是兩人童年時唯一、也是最重要的友人。
真身是為了確認量產复制体的存活時限而先行創造出來的實驗體，可能是現今中最早誕生的「妹妹」。被研究者們不顧身體健康的施以各種藥物實驗，而讓原本就短暫的生命被進一步縮短。
原先為了讓實驗順利進行，研究者請求警策來陪伴她以穩定精神狀況。桃莉將警策暱稱為「小咪」，兩人感情十分融洽。而在警策被監禁後，研究者便要求食蜂利用能力冒充为小咪，利用食蜂的能力来安定心理。起初雖是假冒的關係，但食蜂也漸漸真心地對待她，將她視為朋友。最终由於生命到達極限，被宣称死亡。
意外的敏感，在過程中發覺食蜂偽裝的事實，卻沒有揭穿真相。直到死前尋问食蜂的真名，令食蜂十分惊讶。
實際上在制作初期除了桃莉外还有另一个克隆体（聲：佐佐木望）。若說桃莉是用來研究克隆体的生理体质，那后者是研究组建生体网络的记忆共存，而桃莉的記憶也全數輸向该克隆体，且现仍生存并秘密存放在某個研究所中。之后由警策和食蜂救出，桃莉的人格和记忆也在其克隆体恢复。之后食蜂利用自己隐蔽的别墅安排桃莉和警策居住。
在漫画越狱篇中与警策一起行动，能够利用长发构筑多门类似电磁轨道炮的结构来发射螺帽螺钉，而且和本尊一样能利用电磁力移动自身。
可能由于并没有和御坂网络相连而作为一个独立个体存在，人格更接近正常人，也没有以「御坂」自称。
网站netlab调查队举行的2021年的《某科学超电磁炮》热门角色排行调查前30名中，桃莉获得第30名。

### 番外個體
番外個體（聲：加隈亜衣）
本作品科學側女主角之一。
是學園都市高層企圖抹殺一方通行而開啟「第三次複製人計劃」，專門製造出的新的「妹妹」，代號「番外個體」（ミサカワースト，Misaka Worst）。身體年齡為高中生左右，能力也比其他「妹妹們」強（等級四的大能力者），性格方面因被製做成容易接收負面情感，而成為「御坂網路」負面情感的集合體，同時體內植有不接受最後之作強制命令的晶片。
性格極端扭曲，嗜血又喜歡痛苦折虐他人；說話帶刺，即使出於無心，也極容易觸怒他人。利用電磁砲的原理發射鐵釘作為武器。
在魔禁动画第三季第二十集中，只以「消滅一方通行」為目的，並利用一方通行「不想再對妹妹們出手」的心理，給與一方通行的精神極大的傷害，之后被失控的一方通行打成重傷，右手被打至骨折，右手的骨折直到新約第六集恢復。
魔禁动画第三季第二十一集中接受一方通行的邀請與他合作。《新约》篇中随他一起回到都市，也住进黄泉川家中，换上一身袄带，該一身袄带是由芳川桔梗中奖獲得的，雖然尺寸不怎么合身。由於自身的特性，使自己受到最後之作忌妒情緒的影響，會在意一方通行和其他女性的互動，也會不由自主的和一方通行撒嬌。雖然本人不太想承認，但她和其他御坂一樣喜歡可愛的東西。
在《新約》第2卷中初次遇到上条當麻的時候因為上条對妹妹們有恩，所以沒有妹妹們對上条的負面情緒，因而畏懼上条當麻本人。
與本體御坂美琴不同，番外個體擁有巨乳，另外還有口癖。

### 整體意識
整體意識（聲：佐佐木望&日高里菜）
是包含番外个体在内的20002个妹妹的複合式意識總合體，也就是御坂網路本身。本身并非实体，但在必要时可以借用任何一个妹妹的身体活动。有「/backspace」「/return」「/escape」這些类似计算机指令的口癖。
在《一端覽祭篇》的最後登場，借用最後之作的身軀與一方通行對話。歐提努斯毀滅世界後，因為自己是非生也非死的存在而沒有被一同消滅。在歐提努斯創造的完美世界中，借用原本上条沒有救到的御坂10031號的身體跟上条當麻碰面，將他點醒，讓他得以繼續奮鬥。世界恢復後，在一方通行襲擊上条當麻失敗後再度借用一個妹妹的身體出現與其交談，最後將失去意識的身體拋棄在一方通行的面前以牽制他的行動。
在一方通行與奈芙徒斯的戰鬥中，因為對奈芙徒斯感到不滿而與透過一方通行的契約而連上御坂網路的Qliphah Puzzle 545對話，協助其將奈芙徒斯對Qliphah Puzzle 545增幅的能量轉換成能夠協助一方通行的形式，擊敗了奈芙徒斯。成為了第三棵樹「人造之樹Clonoth」的總體意識隨即借給一方通行新的力量，將白翼升級為白金色的羽翼，並藉由新樹造成的強大壓力將克倫佐的靈體與肉體強制分離。

## 註解及參考資料
註解
1. ↑  上條當麻曾以「いもうとたち」這個發音稱呼她們。
2. ↑  說話方式為「御坂××××地说道」。
3. ↑  動畫《科學超電磁砲》第二季重述妹妹篇的時候略過了這段細節。
4. 1 2  雖然已經登場了，但是並沒有說是駐紮於什麼地方的妹妹
5. ↑  因其他妹妹在世界各地進行拯救及收集任何也沒有意外，而身在在學園都市內的10032號卻會發出緊急報告
6. ↑  據芳川桔梗所言，為了防止司令塔反叛，故特意將她停留在未完成狀態；但又不能處於無意識狀態，否則無法連上御坂網路。
7. ↑  人格設定是一定會對一方通行展現前述態度。

參考資料
1. 1 2 3  . ねとらぼ調査隊. 2021-08-13  [2022-03-25]. （原始内容存档于2022-03-25） （日语）.
2. ↑  漫画第20话，动画第2期第3话。
3. 1 2 3  .   [2022-03-25]. （原始内容存档于2013-08-07）.
4. ↑  小說第十二集，对应動畫《魔法禁書目錄II》第17話。
5. ↑  動畫《魔法禁書目錄II》第18話。
6. ↑  《科學超電磁砲》漫畫版45話起。
7. ↑  《科學超電磁砲T》動畫官方網站. . 2020-02-27  [2020-02-29]. （原始内容存档于2020-02-26） （日语）.
8. ↑  漫画《科學超電磁砲》第59、60话。
9. 1 2  漫画《科學超電磁砲》第70话。
10. ↑  動畫《科學超電磁砲T》第15話－約定
11. ↑  漫画《科學超電磁砲》第99话。
12. 1 2  . とある魔術の禁書目録Ⅲ.   [2022-04-25]. （原始内容存档于2022-03-28） （日语）.